# Genetta poensis
Genetta poensis is een zoogdier uit de familie van de civetkatachtigen (Viverridae). De wetenschappelijke naam van de soort werd voor het eerst geldig gepubliceerd door Waterhouse in 1838.

## Voorkomen
De soort komt voor in Ghana, Ivoorkust, Equatoriaal-Guinea, Liberia en Congo-Brazzaville.